# Castiglione Messer Raimondo
Castiglione Messer Raimondo község (comune) Olaszország Abruzzo régiójában, Teramo megyében.

## Fekvése
A megye délkeleti részén fekszik. Határai: Bisenti, Castilenti, Cellino Attanasio, Montefino és Penne.

## Története
Első említése 1563-ból származik, bár valószínűleg már jóval korábban létezett. Önálló községgé a 19. század elején vált, amikor a Nápolyi Királyságban felszámolták a feudalizmust.

## Népessége
A népesség számának alakulása:

## Főbb látnivalói
- San Nicola-templom